# Compartimento oculto

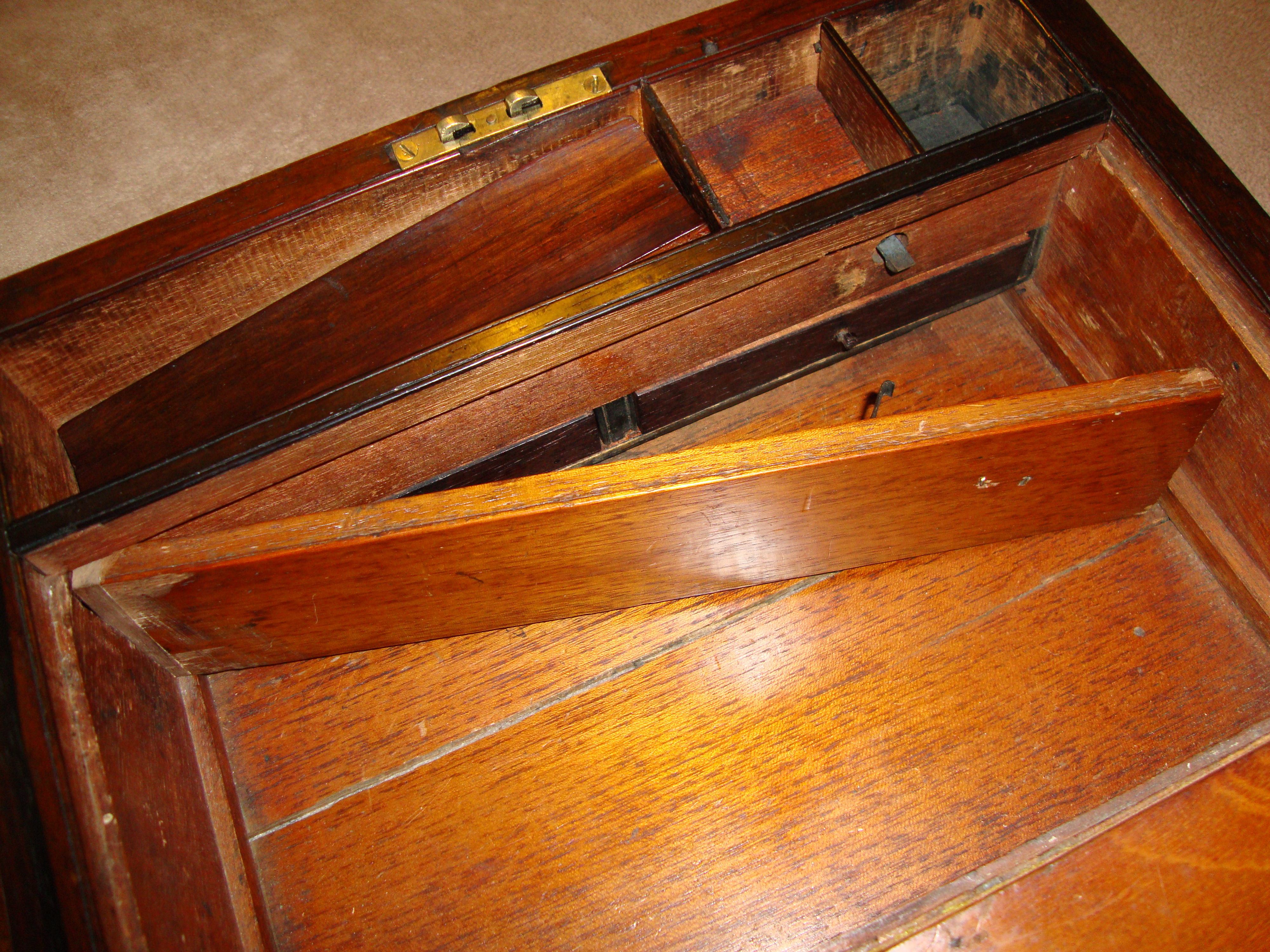
Um compartimento oculto na parte de trás de uma mesa de colo, com duas pequenas gavetas escondidas sob os compartimentos de caneta e tinteiro

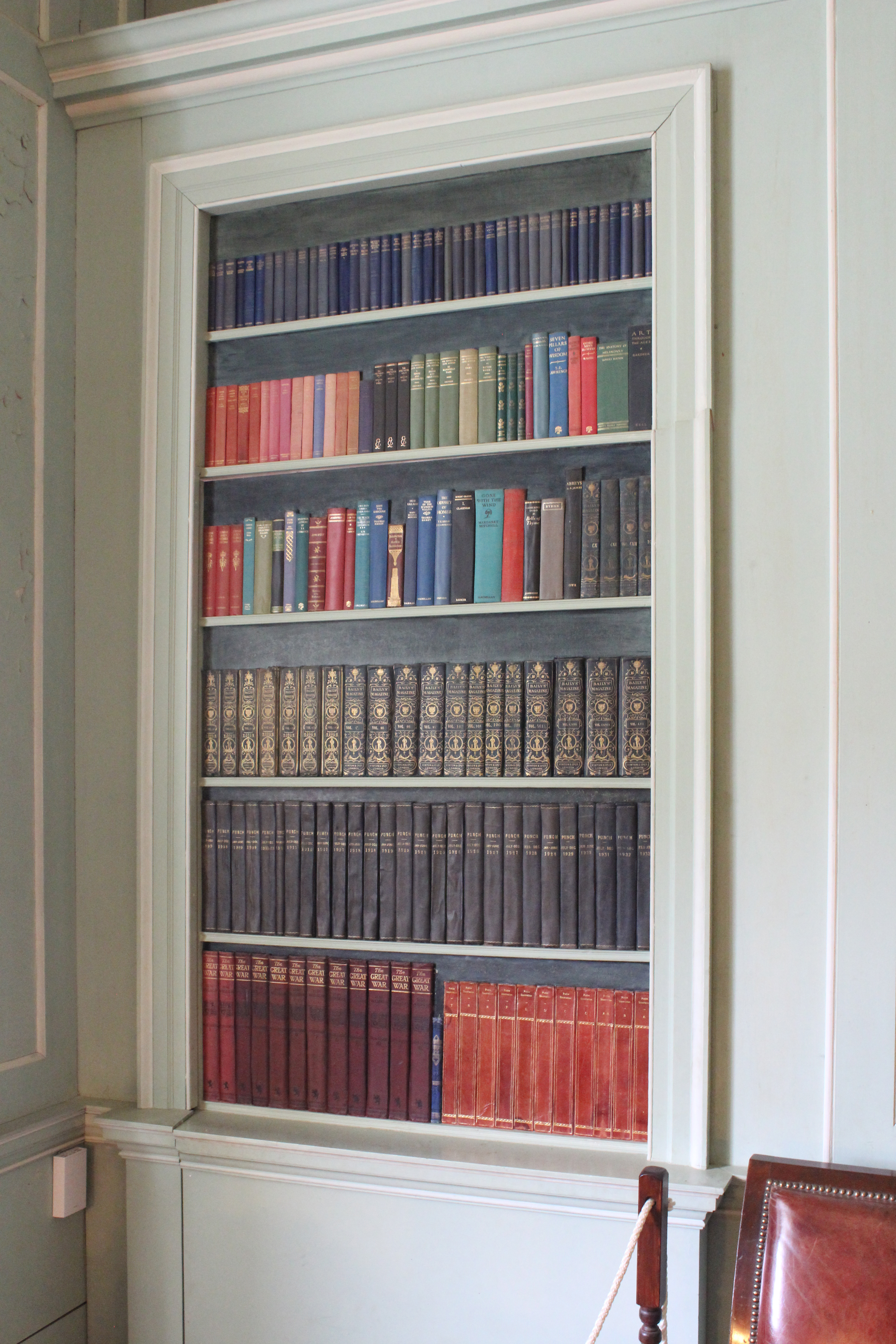
Uma porta escondida entre a biblioteca e os vestiários da Abadia de Mottisfont, na Inglaterra.

Um compartimento oculto ou secreto é um compartimento cuja existência ou acesso não é óbvio à primeira vista, podendo ser usado como esconderijo para objetos ou às vezes até para pessoas.
Um compartimento escondido onde as pessoas podem ficar é geralmente referido como um quarto escondido ou quarto secreto, e pode variar de peças de pequenos guarda-roupas ou armários sob escadas a porões inteiros ou mesmo grandes complexos de montanha. Os quartos ocultos são frequentemente acessados por uma porta oculta, que, por exemplo, pode ser camuflada como uma estante de livros ou um alçapão no chão. Os quartos ocultos podem ser usados, por exemplo, como refúgio, sala de mídia, despensa ou adega.
O termo compartimento oculto também pode se referir a locais de armazenamento menores para objetos de valor e pertences pessoais em móveis (como compartimentos de armários), compartimentos de armadilhas em veículos, fundos falsos em contêineres e vários outros dispositivos de ocultação.

## História
Nos anos 1500 e 1600, foram criados quartos escondidos em castelos britânicos para esconder padres católicos, e estes eram chamados de buracos de padre.
Durante a época da proibição, houve vários exemplos de salas escondidas sendo usadas para armazenar álcool ou como entradas para bares secretos. 
Em 1978, em conexão com a investigação policial de Hans Otto Meyer, uma sala secreta foi encontrada onde Meyer mantinha armas para o que ele alegou ser uma organização secreta de preparação para emergências sob os serviços de inteligência das Forças Armadas norueguesas associadas à OTAN Stay Behind.
Nos últimos anos, tem havido exemplos de várias empresas especializadas em fazer quartos escondidos, bem como particulares que fizeram soluções improvisadas, seja por diversão ou por segurança em caso de roubo.

## Cultura popular
Na série de filmes he Chronicles of Narnia (2005, 2008 e 2010), os personagens principais entram em um mundo de conto de fadas através de um guarda-roupa.